# Ormosia subalpina
Ormosia subalpina là một loài ruồi trong họ Limoniidae. Chúng phân bố ở miền Cổ bắc.